# 소현아
소현아(1978년 ~ )는 대한민국의 가수다. 2015년 1집 앨범 [소현아]로 데뷔했다.

## 방송
- MBC 강변가요제 (1999) - 은상, 인기상
- 아침마당 (2019)
- 콘테스트M (2020) - Top24

## 음반
- 강변북로 (2015)
- 소현아 (강변북로 2017 new ver) (2017)
- 여고시절 (2020)

## 수상
- 글로벌미래창조공헌대상 연예부분 신인가수상 (2016)
- MBC강변가요제 은상, 인기상 (1999)